# Puget-Théniers

Puget-Théniers este o comună în departamentul Alpes-Maritimes din sud-estul Franței. În 1 ianuarie 2022 avea o populație de 1.803 de locuitori.

## Personalități născute aici
- Louis Auguste Blanqui (1805 - 1881), filozof socialist.